# Adelidae
Adelidae es una familia de polillas monotrisias —una sola abertura tanto para el apareamiento como para la oviposición— en el infraorden Heteroneura. La familia fue descrita por primera vez por Bruand en 1851. La mayoría de las especies tienen patrones de coloración al menos parcialmente metálicos y son diurnas, a veces pululando alrededor de las puntas de las ramas con un vuelo ondulado. Otras son crepusculares y tienen una coloración apagada. Tienen una envergadura de 4 a 28 mm, y los machos a menudo tienen antenas muy largas, de 1 a 3 veces más largas que las alas anteriores.
Las especies de esta familia están muy extendidas por todo el mundo y se pueden encontrar en gran parte de América del Norte y Eurasia de abril a junio. Aproximadamente 50 especies se encuentran en Europa, de las que la más frecuente es Adela reaumurella que a veces puede ser muy abundante. Debido al cambio climático, su temporada álgida de vuelo se está desplazando hacia la primavera. En general, son más abundantes en el hemisferio norte, pero la familia se encuentra representada también en el Neotrópico, África subsahariana, Sudeste Asiático y Australia.
Suelen estar estrechamente asociadas a plantas nutricias específicas, en las que las hembras depositan sus huevos o simplemente permanecen entre la hojarasca, y donde las orugas completan parte de su ciclo de desarrollo que concluyen en el suelo. Se alimentan de día del néctar de las flores de plantas herbáceas leñosas.

## Sistemática
Esta familia pertenece a la superfamilia Adeloidea, una de las ramas basales monotrisias del infraorden Heteroneura. Por lo tanto, según los estándares de los lepidópteros, son pequeñas polillas bastante primitivas. Pero, al igual que otras mariposas nocturnas o polillas Heteroneura, poseen espiritrompa, que generalmente se considera una característica definitoria de los lepidópteros.
Adelidae fue clasificada previamente como subfamilia Adelinae en la familia Incurvariidae.
Se compone de dos subfamilias, 5 géneros y 294 especies, además de algunos géneros difíciles de clasificar.
Subfamilia Adelinae
- Adela Latreille, 1796
- Cauchas Zeller, 1839
- Nemophora Hoffmannsegg, 1798[8][9]

Subfamilia Nematopogoninae
- Ceromitia Zeller, 1852
- Nematopogon Zeller, 1839

Incertae sedis
- Subclemensia Kozlov, 1987
- Trichofrons Amsel, 1937

El género Tridentaforma también es incluido a veces entre los incertae sedis de  Adelidae, aunque otros autores otros lo asignan a la estrechamente relacionada familia Prodoxidae.